# Dikodougou
Dikodougou es un departamento de la región de Poro, Costa de Marfil. En mayo de 2014 tenía una población censada de 80 578 habitantes.
Se encuentra ubicado en el centro-norte del país, cerca del río Bandama y de la frontera con Burkina Faso y Malí.